# Rousset (Hautes-Alpes)
Rousset település Franciaországban, Hautes-Alpes megyében. Lakosainak száma 168 fő (2022. január 1.). Rousset Chorges, Espinasses, Le Sauze-du-Lac és Ubaye-Serre-Ponçon községekkel határos.

## Népesség
A település népessége az elmúlt években az alábbi módon változott:
| Lakosok száma | 174  | 127  | 172  | 171  | 155  | 171  | 183  | 181  | 177  | 168  |
|               | 1968 | 1982 | 1990 | 2006 | 2013 | 2015 | 2017 | 2019 | 2020 | 2022 |